# 贝利尼亚
贝利尼亚（法語：Bellignat，法語發音：[bɛliɲa]）是法国东部安省的一个市镇，属于楠蒂阿区。

## 地理
贝利尼亚（46°14'41"N, 5°37'58"E）面积7.83 平方千米，位于法国奥弗涅-罗讷-阿尔卑斯大区安省，该省份为法国东部省份，北起汝拉省，西北接索恩-卢瓦尔省，西接罗讷省和里昂大都会，南至伊泽尔省，东与萨瓦省、上萨瓦省和瑞士接壤。
与贝利尼亚接壤的市镇（或旧市镇、城区）包括：阿普勒蒙、热奥夫雷塞、格鲁瓦西亚、奥约纳。

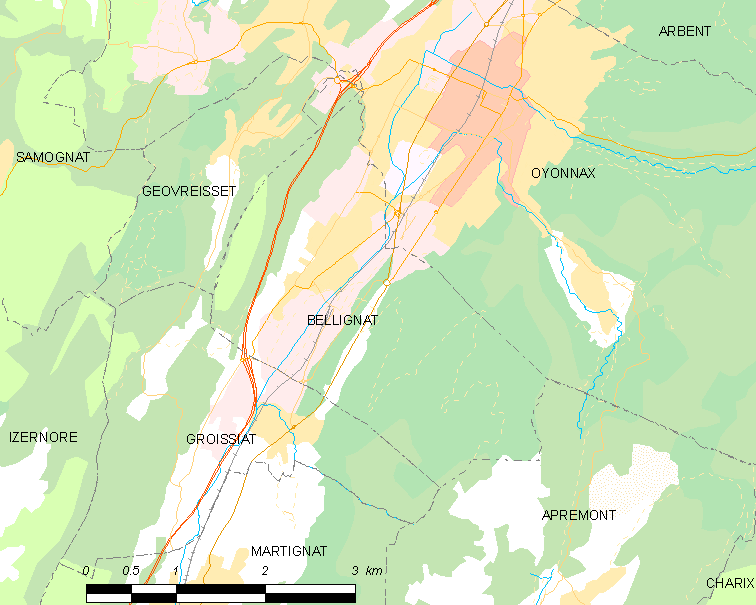
贝利尼亚的OSM定位图

贝利尼亚的时区为UTC+01:00、UTC+02:00（夏令时）。

## 行政
贝利尼亚的邮政编码为01100，INSEE市镇编码为01031。

## 政治
贝利尼亚所属的省级选区为楠蒂阿县。

## 人口

1962-2008年间贝利尼亚人口变化图示

贝利尼亚于2022年1月1日时的人口数量为3581人。